# The Scarlet Wooing
The Scarlet Wooing er en britisk stumfilm fra 1920 af Sidney Morgan.

## Medvirkende
- Eve Balfour som Mrs. Raeburn
- George Keene som Paul Raeburn
- Marguerite Blanche som Nancy
- Joan Morgan som May Raeburn
- George Bellamy som Dr. Andrew Hooper
- Harry Newman som Roland Standish
- Arthur Walcott som John Pollock
- Edward Godal
- Nigel Black-Hawkins